# Horst Rudolf Übelacker
Horst-Rudolf Übelacker (* 26. března 1936, Karlovy Vary) je německý politik a publicista pravicového zaměření. Je žákem Hermanna Raschhofera.
Übelacker byl dříve ředitelem Německé spolkové banky a členem CSU. Později přešel k republikánům. Od té doby, co odešel do důchodu, žije v Linci a angažuje se v nacionalistickém sudetoněmeckém spolku Witikobund. Je členem spolkového shromáždění a spolkového předsednictva Sudetoněmeckého krajanského sdružení. Od roku 1989 je předsedou „Německo-ukrajinské společnosti“ a od roku 2001 hostujícím profesorem Ukrajinské svobodné univerzity v Mnichově.